# (394130) 2006 HY51
(394130) 2006 HY51 — околоземный астероид с высоким эксцентриситетом орбиты, принадлежит группе аполлонов. Диаметр равен 1,2 км. Был открыт 26 апреля 2006 года в рамках обзора LINEAR в Сокорро, Нью-Мексико, США.

## Орбита и классификация
2006 HY51 обращается вокруг Солнца с периодом 4 года 2 месяца, расстояние до Солнца меняется в пределах от 0,1 до 5,1 а. е. Эксцентриситет орбиты равен 0,97, наклон орбиты равен 33°.
Вследствие чрезвычайно большого эксцентриситета астероид в перигелии подходит к Солнцу ближе, чем Меркурий (26 % перигелийного расстояния Меркурия), а в афелии удаляется на 5,118 а. е., благодаря чему астероид приближается к орбите Юпитера. Минимальное расстояние пересечения орбиты Земли составляет 0,1064 а. е., что равно 41,5 радиусу орбиты Луны.

## Физические характеристики
Согласно обзору, проведённому NASA на Wide-field Infrared Survey Explorer в рамках миссии NEOWISE, 2006 HY51 обладает диаметром 1,218 км, альбедо поверхности составляет 0,157. Состав и форма астероида, а также период его вращения остаются неизвестными. Абсолютная звёздная величина равна 17,2.

## Название
По состоянию на 2017 год данная малая планета не получила собственного названия.